# Харьковцы (Лохвицкий район)
Харько́вцы (укр. Харківці) — село,
Харьковецкий сельский совет,
Лохвицкий район,
Полтавская область,
Украина.
Код КОАТУУ — 5322687801. Население по переписи 2001 года составляло 560 человек.
Является административным центром Харьковецкого сельского совета, в который, кроме того, входят сёла
Архиповка и
Западинцы.

## Географическое положение
Село Харьковцы находится на правом берегу реки Лохвица,
выше по течению примыкает село Безсалы,
ниже по течению на расстоянии в 3 км расположен город Лохвица,
на противоположном берегу — село Западинцы.

## История
- 1648 — дата основания.

## Экономика
- Молочно-товарная ферма.
- «Ранок», ООО.

## Объекты социальной сферы
- Школа І—II ст.
- Клуб.

## Известные люди
- В селе родился видный украинский драматург Алексей Федотович Коломиец[2].
- Тесленко Архип Ефимович (1882—1911) — украинский писатель.